# Decenio del Envejecimiento Saludable
La 73.ª Asamblea Mundial de la Salud, habiendo examinado el informe sobre la propuesta de Decenio del Envejecimiento Saludable 2020-2030, ha decidido:
1) aprobar la propuesta de Decenio del Envejecimiento Saludable 2020-2030.

## Decenio del Envejecimiento Saludable
El 28 de mayo de 2016, la 69.ª Asamblea Mundial de la Salud, PIDE a la directora general: que aproveche la experiencia y las enseñanzas extraídas de la aplicación de la Estrategia
y plan de acción mundiales sobre el envejecimiento y la salud para mejorar la elaboración de una propuesta de Decenio del Envejecimiento Saludable 2020-2030'.

¿Qué es el Decenio del Envejecimiento Saludable?

El Decenio del Envejecimiento Saludable (2020-2030) ofrece la oportunidad de aunar a los gobiernos, la sociedad civil, los organismos internacionales, los profesionales, las instituciones académicas, los medios de comunicación y el sector privado en torno a diez años de acción concertada, catalizadora y de colaboración para mejorar las vidas de las personas mayores, sus familias y las comunidades en las que viven.
La población envejece en todo el mundo con más rapidez que en el pasado, y esta transición demográfica afectará a casi todos los aspectos de la sociedad. El mundo se ha unido en torno a la Agenda 2030 para el Desarrollo Sostenible: todos los países y partes interesadas se han comprometido a no dejar a nadie desatendido y se han propuesto garantizar que todas las personas puedan realizar su potencial con dignidad e igualdad y en un entorno saludable.

Se necesita urgentemente un decenio de acción mundial concertada sobre el Envejecimiento Saludable. En el mundo hay ya más de mil millones de personas que tienen 60 años o más, la mayoría de ellas en países de ingresos bajos y medianos. Muchas de esas personas no tienen siquiera acceso a los recursos básicos necesarios para una vida plena y digna. Muchas otras se enfrentan a numerosos obstáculos que les impiden participar plenamente en la sociedad.
Organización Mundial de la Salud